# Elizabeth Barry
Elizabeth Barry, född 1658, död 7 november 1713, var en engelsk skådespelerska.
Hon var engagerad vid Duke's Company 1675-1682, vid United Company 1682-1695, och vid Lincoln's Inn Fields 1695-1710.
Barry var en framgångsrik komedienne men är mer känd som sin samtids största tragedienne. Till hennes främsta roller räknas Cordelia i Kung Lear, lady Macbeth i Macbeth, drottningen i Henrik VIII och Belvidera i Venice Preserved.

## Fiktiva skildringar
Elizabeth Barry är en stor birollskaraktär i Stephen Jeffreys teaterpjäs om John Wilmots liv, The Libertine, liksom i filmversionen från 2004 där hon porträtteras av Samantha Morton.